# Gmina Žminj
Gmina Žminj (chorw. Općina Žminj) – gmina w Chorwacji, w żupanii istryjskiej. W 2011 roku liczyła 3483 mieszkańców.

## Miejscowości
Miejscowości wchodzące w skład gminy Žminj:

- Balići I
- Benčići
- Cere
- Debeljuhi
- Domijanići
- Gradišće
- Gržini
- Jurići
- Karlovići
- Klimni
- Krajcar Breg
- Krculi
- Kresini
- Križanci
- Krničari
- Kršanci
- Laginji
- Matijaši
- Modrušani
- Mužini
- Orbanići
- Pamići
- Pifari
- Prkačini
- Pucići
- Rudani
- Šivati
- Tomišići
- Vadediji
- Vidulini
- Žagrići
- Zeci
- Žminj